# Joachim Brennecke
Joachim Brennecke (* 6. Dezember 1919 in Berlin; † 6. September 2011 in Vaduz, Liechtenstein) war ein deutscher Schauspieler.

## Leben
Brennecke stand schon im Alter von sieben Jahren in dem Stummfilm Liebe vor der Kamera, aber sein Vater verhinderte, dass er Karriere als Filmkind machte. Noch während seines Studiums an der Staatlichen Schauspielschule des Preußischen Staatstheaters bekam er 1940 die Hauptrolle in dem Spielfilm Zwei Welten. Er wurde während der Zeit des Nationalsozialismus auf Goebbels Gottbegnadeten-Liste als wichtiger Schauspieler geführt. Nach 1945 spielte er darüber hinaus auch viel Theater. Bis 1962 war Joachim Brennecke im deutschsprachigen Raum als Schauspieler tätig.
Brenneckes Vater war der Magdeburger Lyriker Peter Emanuel Steeg, der den wirklichen Namen Willy Brennecke trug.
Zuletzt lebte Brennecke zurückgezogen in Liechtenstein.
Sein schriftlicher Nachlass befindet sich im Archiv der Akademie der Künste in Berlin.

## Filmografie (Auswahl)
- 1926: Liebe
- 1940: Zwei Welten
- 1940: Wunschkonzert
- 1941: Über alles in der Welt
- 1941: U-Boote westwärts!
- 1941: Anschlag auf Baku
- 1942: Der 5. Juni
- 1943: Liebe, Leidenschaft und Leid
- 1943: Liebesgeschichten
- 1944/54: Ein toller Tag
- 1950: Der Kahn der fröhlichen Leute
- 1951: Die Schuld des Dr. Homma
- 1951: Heidelberger Romanze
- 1952: Lockende Sterne
- 1952: Pension Schöller
- 1952: Alle kann ich nicht heiraten
- 1952: Haus des Lebens
- 1952: Der Tag vor der Hochzeit
- 1952: Ich warte auf Dich
- 1953: So ein Affentheater
- 1953: Die Kaiserin von China
- 1953: Du bist die Welt für mich
- 1953: Der Vetter aus Dingsda
- 1954: Sanatorium total verrückt
- 1954: Paradies der Frauen
- 1954: Sonne über der Adria (auch Produzent)
- 1955: Die Wirtin an der Lahn
- 1956: Auf Wiedersehn am Bodensee
- 1962: Bedaure, falsch verbunden (TV-Film)
- 1962: Auf Wiedersehn am blauen Meer